# Пешково (село, городской округ Чехов)
Пешково — село в Чеховском районе Московской области, в составе муниципального образования сельское поселение Стремиловское (до 28 февраля 2005 года входила в состав Стремиловского сельского округа), деревня связана автобусным сообщением с райцентром и соседними населёнными пунктами.

## География
Пешково расположено примерно в 5 км на запад от Чехова, на безымянном правом притоке реки Лопасня, высота центра деревни над уровнем моря — 173 м. На 2016 год в Пешково зарегистрировано 29 улиц и 2 садовых товарищества.

## Население
| 2002 | 2006 | 2010 |
| ---- | ---- | ---- |
| 97   | ↗106 | ↘94  |

## История
Постановлением Губернатора Московской области от 6 августа 2018 года № 322-ПГ категория населённого пункта изменена с «деревня» на «село».